# Acrocercops penographa
Acrocercops penographa är en fjärilsart som beskrevs av Edward Meyrick 1920. Acrocercops penographa ingår i släktet Acrocercops och familjen styltmalar. Inga underarter finns listade i Catalogue of Life.